# Wilhelm Heinse

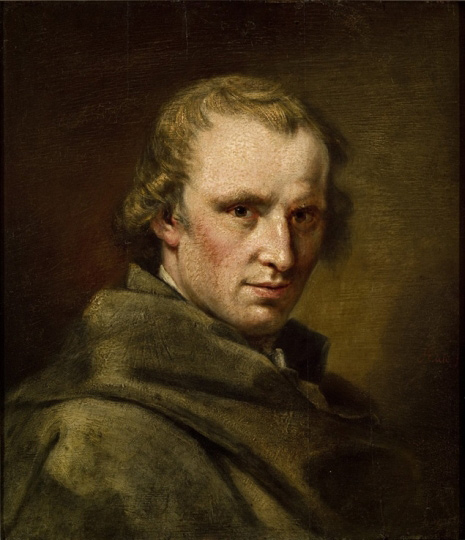
Johann Jakob Wilhelm Heinse, Gemälde von Johann Friedrich Eich, 1779 (Gleimhaus, Halberstadt)

Johann Jakob Wilhelm Heinse, eigentlich Heintze, (* 15. Februar 1746 in Langewiesen, Schwarzburg-Sondershausen; † 22. Juni 1803 in Aschaffenburg) war ein deutscher Schriftsteller, Übersetzer, Gelehrter und Bibliothekar.

## Leben

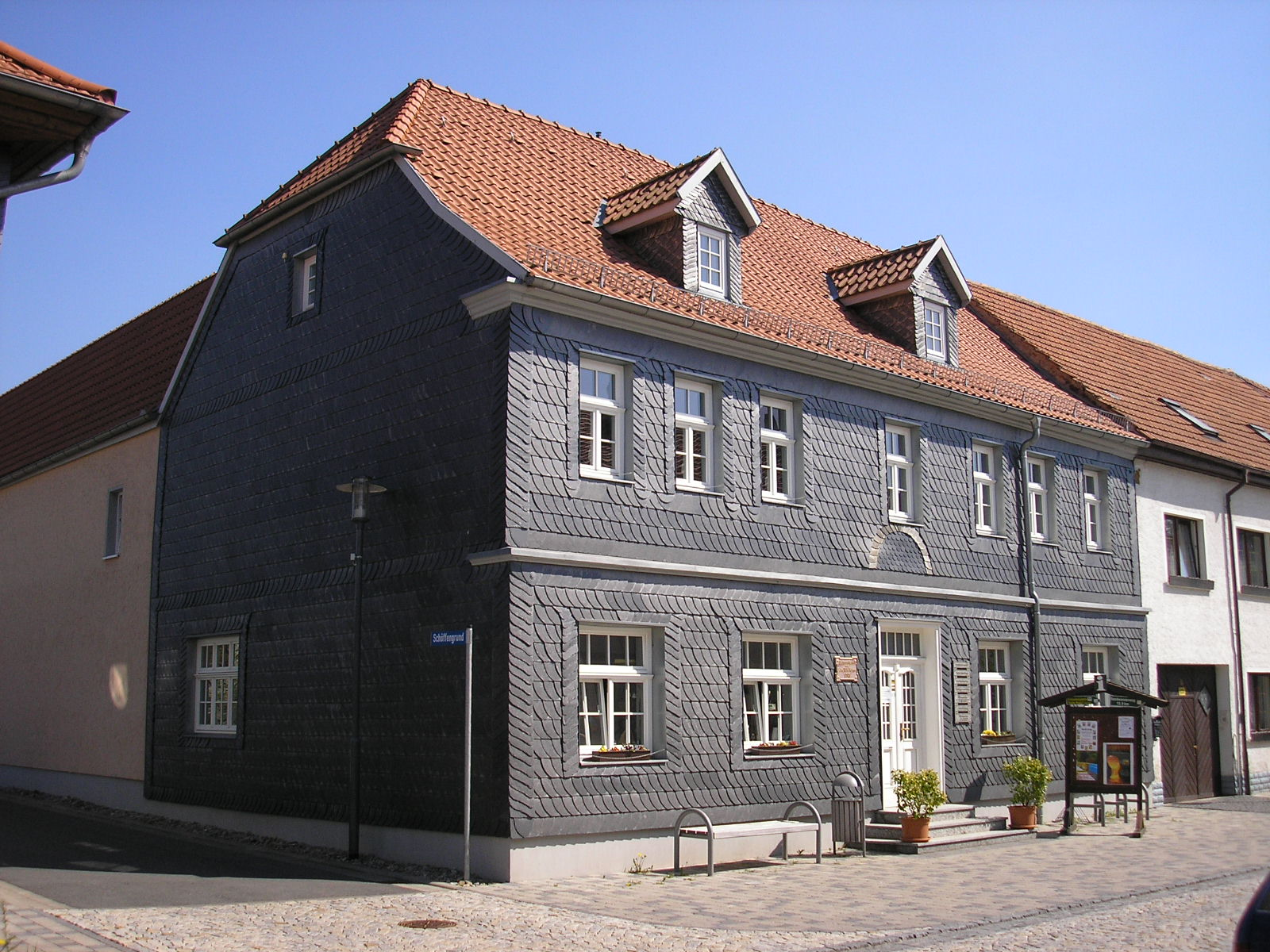
Geburtshaus Heinses in Langewiesen, heute Museum

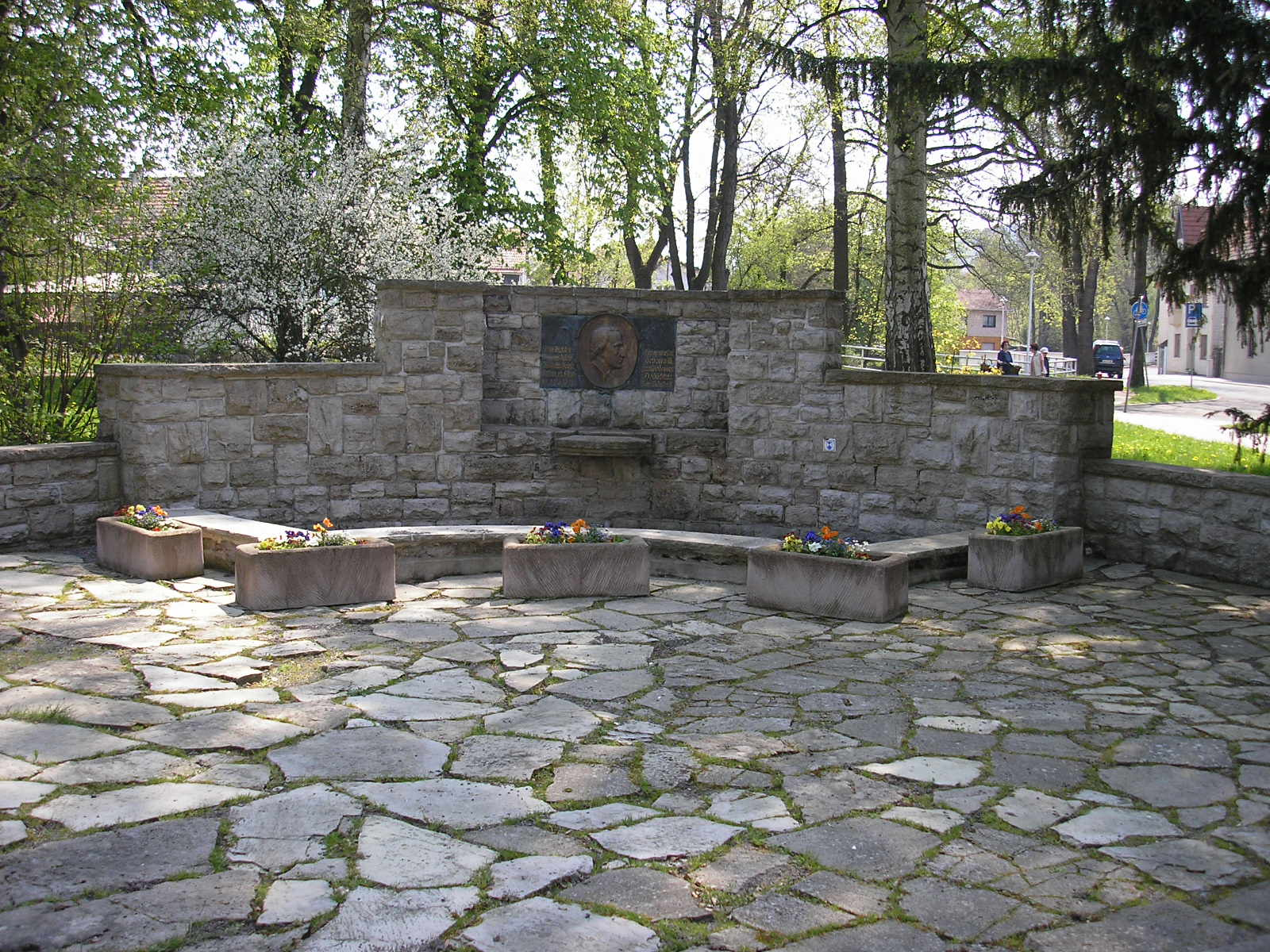
Heinsedenkmal in Langewiesen

Johann Jakob Wilhelm Heinse war der Sohn des Stadtschreibers in Langewiesen, Johann Nikolaus Heintze, und dessen Ehefrau Barbara Katharina Jahn. Sehr weitläufig waren die Heinses (eigentlich Heintzes) mit der thüringischen Künstlerfamilie Heinsius verwandt. Nach seinem Schulbesuch in Langewiesen wechselte Heinse auf das Gymnasium in Arnstadt, später an jenes von Schleusingen. 1766 immatrikulierte er sich an der Universität Jena für das Fach Jura. Aber von Anfang an vernachlässigte er dieses Studium zugunsten seiner literarischen Interessen. Zwei Jahre später folgte er seinem Lehrer Friedrich Justus Riedel an die Universität Erfurt. Riedel unterstützte Heinse während dessen Studium, profitierte aber auch von dessen Hilfe beim Verfassen seiner Pamphlete.
Durch Riedel machte Heinse die Bekanntschaft von Christoph Martin Wieland. Durch die Fürsprache von Wieland nahm ihn Johann Wilhelm Ludwig Gleim durch Briefkontakt in seinen Halberstädter Dichterkreis auf. Nach Beendigung seines Studiums begleitete er im Spätsommer 1771 zwei ehemalige Offiziere auf deren Reise durch Süddeutschland. Einer der beiden war der Pamphletist Graf Hermann Woldemar von Schmettau. Im September 1772 kam Heinse nach Halberstadt zu Gleim.
Durch dessen Vermittlung bekam Heinse ab September desselben Jahres eine Anstellung bei der Familie von Massow als Hofmeister. Dieses Amt hatte er bis zu seiner Abreise 1774 inne. Von den Brüdern Jacobi, dem Dichter Johann Georg Jacobi und dem Philosophen Friedrich Heinrich Jacobi, wurde Heinse im April 1774 für die Redaktion ihrer Damenzeitschrift „Iris“ in Düsseldorf engagiert. Als Mitarbeiter lernte er auch Minister Johann Wolfgang von Goethe kennen, den er sehr verehrte. Auch mit Friedrich Maximilian Klinger war er befreundet und schätzte dessen Theaterstück Sturm und Drang. 1776–1777 veröffentlichte Heinse im Teutschen Merkur seine Briefe Über einige Gemälde der Düsseldorfer Galerie und erreichte damit seinen literarischen Durchbruch. Mit diesen Briefen wandte sich Heinse von Johann Joachim Winckelmann und dessen Ansichten über Kunst ab.
Ab Juli 1780 unternahm er eine Italienreise. Maßgeblich an deren Finanzierung beteiligt waren wiederum die Brüder Jacobi und Papa Gleim. Heinse bestritt diese Reise, die ihn durch die Schweiz bis nach Südfrankreich führte, größtenteils zu Fuß. Im baden-württembergischen Emmendingen besuchte er Goethes Schwager, den Oberamtmann Johann Georg Schlosser. Später kam er über Avignon und Nizza, meist der Küste entlang, bis an den Golf von Neapel. Nur in Venedig, Florenz und Rom hielt Heinse sich längere Zeit auf.
In Rom lernte er Friedrich Müller, genannt Maler Müller kennen, der ihn mit der Kunst und der Geschichte der Stadt vertraut machte. Heinse verarbeitet seine Eindrücke in seinem Roman Ardinghello, den er 1786 veröffentlichte. Mit diesem Werk eröffnete er, 30 Jahre vor der Veröffentlichung von Goethes Italienischer Reise, deutschen Lesern einen neuen Blick auf Italien: Der römischen Antike wurde die Renaissance als ebenbürtig gleichgestellt.
Im September 1783 kehrte Heinse nach Deutschland zurück. Nach einer Idee Maler Müllers sollte dort unter seiner Leitung eine kulturelle Zeitschrift entstehen, an der auch Joseph Anton Siegmund von Beroldingen, ein Domherr aus Speyer, beteiligt werden sollte. Da sich das Projekt aus Kostengründen nicht realisieren ließ, ging Heinse nach Düsseldorf. In Mainz bekam er 1786 eine Anstellung als Vorleser des Mainzer Erzbischofs, Kurfürst Friedrich Karl Joseph von Erthal. Später avancierte er zum erzbischöflichen Bibliothekar.

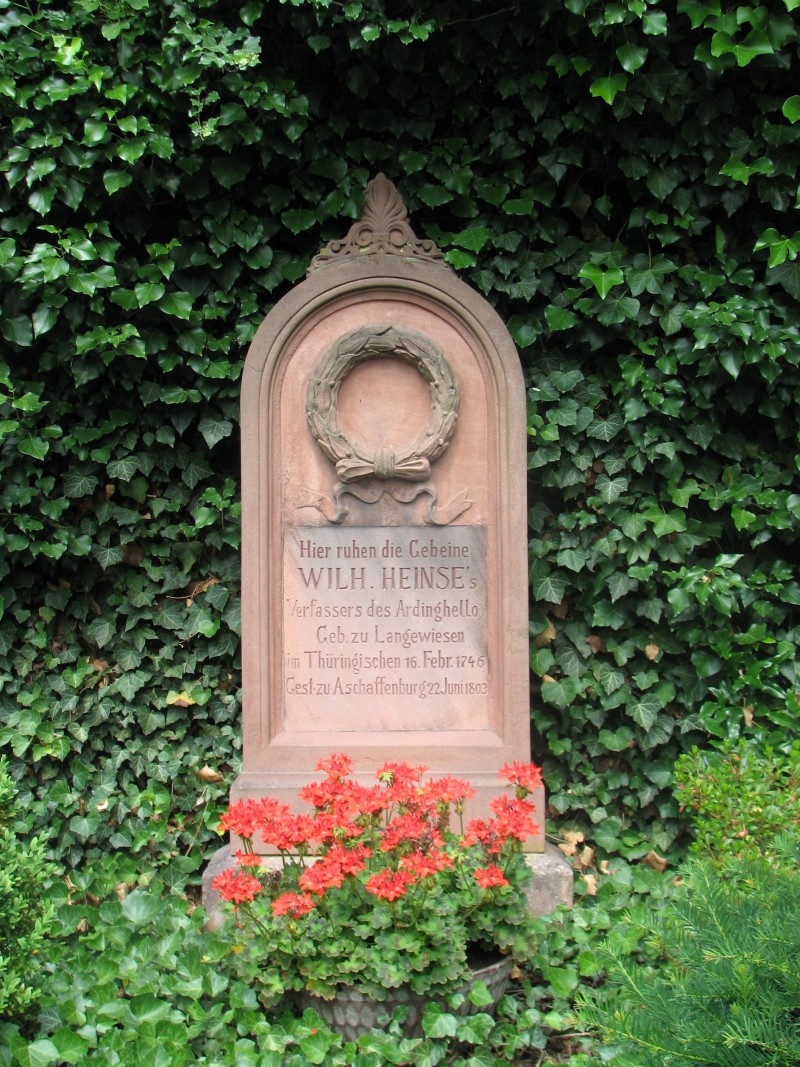
Grabstätte auf dem Aschaffenburger Altstadtfriedhof

Der Kurfürst verlieh Heinse den Titel eines Hofrats und beförderte ihn zum Professor. Auch Erthals Nachfolger, Reichsfreiherr Karl Theodor von Dalberg, ließ seine Privatbibliothek von Heinse verwalten. Die jahrelange enge Zusammenarbeit mit diesen Kirchenfürsten führte zur falschen Behauptung, Heinse sei konvertiert. Als Bibliothekar war Heinse einige Jahre der Kollege von Georg Forster. Mit diesem verstand sich Heinse nicht, da Forster ein glühender Anhänger der französischen Revolution war, während er selber diese vehement ablehnte. In seinen Mainzer Jahren pflegte Heinse die Freundschaft zu dem Mediziner Samuel Thomas Soemmerring und traf sich auch mit Goethe anlässlich einiger Ausflüge an den Niederrhein.
1792 wurde Mainz durch die französische Armee besetzt. Bei der Belagerung von Mainz im darauf folgenden Jahr flüchtete der kurfürstliche Hof nach Aschaffenburg. Unter Heinses Leitung wurde auch die Privatbibliothek des Erzbischofs dorthin in Sicherheit gebracht. Bis an sein Lebensende wirkte Heinse dann als Bibliothekar an der Hofbibliothek Aschaffenburg. Im Sommer 1796 verbrachte Heinse einige Zeit in Kassel und Bad Driburg, zusammen mit Friedrich Hölderlin und Susette Gontard.
Im Alter von 57 Jahren starb Johann Jakob Wilhelm Heinse am 22. Juni 1803 in Aschaffenburg. Sein Grab befindet sich dort auf dem Altstadtfriedhof. Mit einer Büste, von Johann Nepomuk Haller begonnen und von Ernst Mayer vollendet, wird er als deutscher Dichter in der Walhalla (bei Donaustauf im Landkreis Regensburg) geehrt. Im Jahr 2023 diente Heinses Biographie als Vorlage für die Graphic Novel Wilhelm und die glückseligen Inseln von Angela Pfenninger und Jan Hochbruck.

## Werk

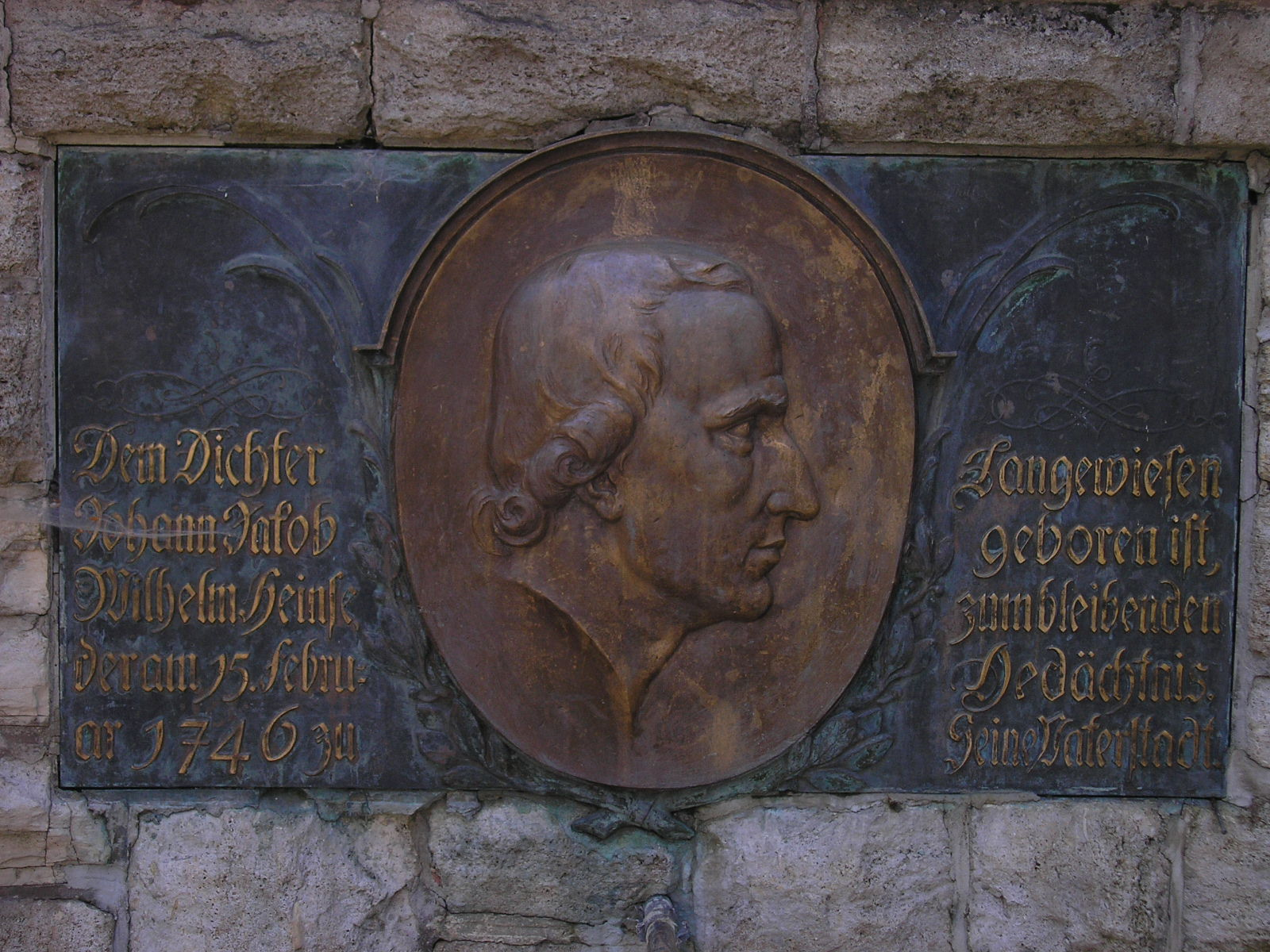
Tafel am Heinsedenkmal Langewiesen

Mit seinem Roman Laidion trat Heinse literarisch aus dem Schatten Gleims. Seine sprachgewaltige Hochform erreichte er dann fast 15 Jahre später mit seinem Briefroman Ardinghello (1787). Dieses bekannteste  Werk Heinses beeinflusste unmittelbar die Romantik, wenn auch die damalige Rezeption anscheinend gering ausfiel.
In seinem zweibändigen Briefroman Anastasia und das Schachspiel (1803) verwendete Heinse die Analysen des italienischen Schachmeisters Giambattista Lolli. Nach eigenen Aussagen war ihm dieses Werk sehr lieb, da er als guter Schachspieler damit seine Auffassungen über das Schachspiel darlegen konnte. Nach diesem Roman wird eine dort verwendete Kombination aus den Werken Lollis als Matt der Anastasia bezeichnet. Noch heute hat Heinses Roman Hildegard von Hohenthal für die Musikgeschichte Bedeutung, da er eine Geschichte der italienischen Oper beinhaltet. Des Schachs und der Musik wegen war Heinse auch ein Bewunderer von François-André Danican Philidor.
In seiner „Leserinnen und Leser!“ übertitelten Einleitung der Begebenheiten des Enkolp – der ersten Übersetzung des satirischen Romans Satyricon des Titus Petronius ins Deutsche – thematisiert Heinse ein zentrales Problem des literarischen Übersetzens:

„Hier übergeb' ich Ihnen den Roman des Petron in die teutsche Sprache übersetzt. […] Ich wünsche und hoffe, daß Sie durch diese Uebersetzung den Mann besser kennen lernen mögen. Man hat zwar auch sechs französische Uebersetzungen von diesem Romane, aber ich weiß nicht, welcher feindseelige Dämon die Verfasser davon verhinderte, daß sie, wie ich und andere Leute glauben, sehr selten den Gedanken des Petron, und den Ton, in welchem er ihn sagte, getroffen haben; – und dennoch glaubte Jeder, daß er den Petron am besten übersetzt, so – wie auch ich es glaube.“

## Schriften und Werkausgaben
- Begebenheiten des Enkolp. Aus dem Satyricon des Petron übersetzt. Zwei Bände. Rom 1773 (Digitalisat von Band 1 und Band 2 bei Google Books, Volltext im Projekt Gutenberg-DE). Kommentierte textkritische Edition: Die Petronübersetzung Wilhelm Heinses. Quellenkritisch bearbeiteter Nachdruck der Erstausgabe mit textkritisch-exegetischem Kommentar, ed. W. Hübner, Frankfurt, al. 1987. Studien zur Klassischen Philologie. 16 (hrsg. M. von Albrecht).
- Aphorismen. Aus Düsseldorf 1774–1780. Von der italienischen Reise 1780–1803. Aus Düsseldorf 1783–1786. Aus Mainz 1786–1792. Aus Düsseldorf 1792–1793 (erstmals veröffentlicht in Sämmtliche Werke, Bd. 8,1–3, 1924–1925).
- Ardinghello und die glückseeligen Inseln. Eine Italiänische Geschichte aus dem sechszehnten Jahrhundert. Meyer, Lemgo 1787 (Bd. 1, Bd. 2, jeweils Digitalisat und Volltext im Deutschen Textarchiv; Bd. 1 und Bd. 2 der Ausgabe von 1792 bei Google Books; Neuausgabe: Manesse, Zürich 2000, ISBN 3-7175-1958-1).
- Hildegard von Hohenthal. In der Vossischen Buchhandlung, Berlin 1795 (Neuausgabe: Olms, Hildesheim 2002, ISBN 3-487-11606-5).
- Laidion oder die Eleusinischen Geheimnisse. Erster Teil (zweiter nicht erschienen). Im Verlag der Meyerschen Buchhandlung, Lemgo 1774 (Digitalisat bei Google Books).
- Über einige Gemälde der Düsseldorfer Galerie. Aus Briefen an Gleim. Veröffentlicht im Teutschen Merkur 1776–1777 (Digitalisat).
- Fiormona oder Briefe aus Italien.  Nauck, Berlin 1794 (Digitalisat bei Google Books).
- Anastasia und das Schachspiel. Briefe aus Italien vom Verfasser des Ardinghello. Varrentrapp und Wenner, Frankfurt am Main 1803 (Neuausgabe: Jens-Erik Rudolph Verlag, Hamburg 2010, ISBN 978-3-941670-13-6).
- Sämtliche Schriften. Zweite Auflage. Graul, Leipzig 1857.
  - Band 1: Ardinghello und die glückseligen Inseln (archive.org).
  - Band 2: Hildegard von Hohenthal (archive.org).
  - Band 3: Laidion oder die Eleusinischen Geheimnisse. Anastasia und das Schachspiel (archive.org).
  - Band 4: Gedichte und vermischte Schriften (archive.org).
  - Band 5: Briefe (archive.org).
- Sämmtliche Werke, herausgegeben von Carl Schüddekopf. Zehn Bände. Insel, Leipzig 1902–1925.
  - Bd. 1 (1902): Gedichte. Jugendschriften (archive.org, Ausgabe 1913).
  - Bd. 2 (1903): Begebenheiten des Enkolp. Die Kirschen. Erzählungen (archive.org).
  - Bd. 3,1 (1906): Laidion. Kleine Schriften I (archive.org).
  - Bd. 3,2 (1906): Kleine Schriften II (archive.org).
  - Bd. 4 (1902): Ardinghello und die glückseeligen Inseln (archive.org).
  - Bd. 5 (1903): Hildegard von Hohenthal. Erster und zweiter Theil (archive.org).
  - Bd. 6 (1903): Hildegard von Hohenthal III. Anastasia und das Schachspiel (archive.org).
  - Bd. 7 (1909): Tagebücher 1780–1800 (archive.org).
  - Bd. 8,1 (1924): Aphorismen: Aus Düsseldorf 1774–1780. Von der italienischen Reise 1780–1783, herausgegeben von Albert Leitzmann.
  - Bd. 8,2 (1925): Aphorismen: Von der italienischen Reise 1780–1783 (Schluß). Aus Düsseldorf 1783–1786. Aus Mainz 1786–1792. Aus Düsseldorf 1792–1793, herausgegeben von Albert Leitzmann.
  - Bd. 8,3 (1925): Aphorismen: Aus Mainz und Aschaffenburg 1793–1803. Kritischer Anhang, herausgegeben von Albert Leitzmann.
  - Bd. 9 (1904): Briefe. Erster Band. Bis zur italiänischen Reise (archive.org).
  - Bd. 10 (1910): Briefe. Zweiter Band. Von der italiänischen Reise bis zum Tode (archive.org).
- Tagebuch einer Reise nach Italien, herausgegeben von Christoph Schwandt. Insel, Frankfurt am Main 2002, ISBN 3-458-34569-8.
- Die Aufzeichnungen. Frankfurter Nachlass, herausgegeben von Markus Bernauer, Antje Wittstock, Hans Bungarten, Dürten Hartmann, Thomas Hilsheimer, Almut Hüfler, Gisela Bungarten, Martin Dönike, Anne Eusterschulte, Gernot Frankhäuser, Andrea Hübener, Margret Jestremski, Thomas Markwart, mit einem Vorwort von Norbert Miller. Hanser, München 2003–2005.
  - Band I: Aufzeichnungen von 1768–1783, von Heinses Anfängen in Erfurt, Halberstadt und Düsseldorf über seine Reise nach Italien bis zu seinem zweiten Düsseldorfer Aufenthalt. 2003, 1408 S.
  - Band II: Aufzeichnungen 1784–1803, ergänzt durch Briefe von und an Heinse sowie drei sogenannte Sammelhefte mit verstreuten, posthum zusammengefassten Notizen aus verschiedenen Epochen seines Lebens. 2003, 1488 S.
  - Band III: Kommentar zu Band I. 2005, 1680 S.
  - Band IV: Kommentar zu Band II. 2005, 1256 S.
  - Band V: Dokumente, Bibliographie, Nachworte, Bildtafeln, Register. 2005, 928 S.